# Cyligramma buchholzi
Cyligramma buchholzi là một loài bướm đêm trong họ Noctuidae.